# Pilea kakurang
Pilea kakurang är en nässelväxtart som beskrevs av Carl Ludwig von Blume. Pilea kakurang ingår i släktet pileor, och familjen nässelväxter. Inga underarter finns listade i Catalogue of Life.